# 偏微分方程

二維熱傳導方程式的解

偏微分方程（英語：partial differential equation，縮寫作）指含有未知函數及其偏導數的方程。描述自變量、未知函數及其偏導數之間的關係。符合這個關係的函数是方程的解。
偏微分方程分為線性偏微分方程式與非線性偏微分方程式，常常有幾個解而且涉及額外的邊界條件。

## 記號及例子
方程式中常以u為未知數及偏微分，如下：
{\displaystyle u_{xy}={\partial ^{2}u \over \partial y\,\partial x}}
用於空間偏微分的梯度運算子{\displaystyle \nabla =({\partial  \over \partial _{x}},{\partial  \over \partial _{y}},{\partial  \over \partial _{z}})}
時間偏微分{\displaystyle {\dot {u}}={\partial u \over \partial t}}，線性偏微分方程式的例子如下：

### 拉普拉斯方程
{\displaystyle u_{xx}+u_{yy}+u_{zz}=0}
適用于重力场问题的求解。

### 泊松方程
{\displaystyle u_{xx}+u_{yy}+u_{zz}=f(x,y,z)}
適用於所有物質或電荷的重力場或靜電場。

### 波動方程式
未知函數u(x,y,z,t):
{\displaystyle u_{tt}=c^{2}(u_{xx}+u_{yy}+u_{zz})}
{\displaystyle {\ddot {u}}=c^{2}\nabla ^{2}u}

### 熱傳導方程式
{\displaystyle u_{t}=k(u_{xx}+u_{yy}+u_{zz})}
其中k代表該材料.

## 適定问题
偏微分方程解中任意函数的出现必然产生解的各种差异，考虑到几乎不知道这些解的详情，在大多数问题中惯常的目标是找满足合适的和确定的条件（例如在空间的边界处和某固定时刻）的那些解，要求这些条件可以确定唯的解是自然的要求。
如果要說一個PDE是適定的，則必須要有:
- 存在性:至少存在一個解{\displaystyle u(x,y)}滿足初始條件還有其他輔助條件
- 唯一性:存在最多一個解{\displaystyle u(x,y)}滿足初始條件還有其他輔助條件
- 穩定性:唯一的解{\displaystyle u(x,y)}不會因為初始條件的微小變動，產生巨大的變化。或是說，當初始資料變化微小，解的變化也很微小。

法国数学家阿达马强调后一方面，当解不连续地依赖于原始数据变化时称此问题是不适定的或提得不正确的
- 不适定的例子

对于双变量的Laplace方程：
{\displaystyle {\frac {\partial ^{2}z}{\partial x^{2}}}+{\frac {\partial ^{2}z}{\partial y^{2}}}=0(y>0)}
在边界条件
{\displaystyle z(x,0)=0} 和 {\displaystyle {\frac {\partial z(x,0)}{\partial y}}={\frac {1}{n}}\cos nx}
之下，符合条件的解为
{\displaystyle z(x,y)={\frac {1}{n^{2}}}\sinh(ny)\cos(nx)}
当{\displaystyle n\rightarrow +\infty }时
其数据在{\displaystyle y=0}处{\displaystyle z}和{\displaystyle {\frac {\partial z}{\partial y}}}的指定值趋于0，而{\displaystyle z(x,y)}的值在无穷大的范围内震荡，所以这个解不适定。

## 分类
一些线性二阶偏微分方程可以分为：抛物线方程，双曲线方程和椭圆方程。其他的像Euler–Tricomi方程在不同应用领域中也有不同的形式。这种分类便于在解偏微分方程时寻找初始条件提供依据。

### 一阶偏微分方程
一阶偏微分方程是指和未知數的一階導數有關的偏微分方程，表示式为：
{\displaystyle Au_{x}+Bu_{y}+\cdots =0,}
其中参数A,B是x,y的變數。

### 二阶偏微分方程
表示式为：
{\displaystyle Au_{xx}+2Bu_{xy}+Cu_{yy}+\cdots =0,}
其中参数{\displaystyle A}, {\displaystyle B}, {\displaystyle C}是{\displaystyle x}, {\displaystyle y}的變數。如果在{\displaystyle xy}平面上有{\displaystyle A^{2}+B^{2}+C^{2}>0}，该偏微分方程在该平面上为二阶偏微分方程。二阶偏微分方程類似以下的圓錐方程：
{\displaystyle Ax^{2}+2Bxy+Cy^{2}+\cdots =0.}
该二阶偏微分方程可分类为：抛物线方程，双曲线方程和椭圆方程，其分类方式为：
1. {\displaystyle B^{2}-AC\,<0} 且 {\displaystyle (A,B,C)\neq (0,0,0)}：椭圆方程；
2. {\displaystyle B^{2}-AC=0\,} 或 {\displaystyle (A,B,C)=(0,0,0)}：抛物线方程；
3. {\displaystyle B^{2}-AC\,>0}：双曲线方程;

若有{\displaystyle n}個獨立變量{\displaystyle x_{1},x_{2},\ldots x_{n}}，則此二階線性偏微分方程為:
{\displaystyle Lu=\sum _{i=1}^{n}\sum _{j=1}^{n}a_{i,j}{\frac {\partial ^{2}u}{\partial x_{i}\partial x_{j}}}\quad }
我們可以依靠係數矩陣{\displaystyle a_{i,j}}的特徵值的正負號去區分方程的種類:
1. 橢圓方程：特徵值為全正或是全負。
2. 拋物線方程：特徵值其中有一個是0，然後其他的都是全正或是全負。
3. 雙曲線方程：特徵值一個為正數，其他為負數，或是一個為負數，其他為正數。
4. 超雙曲線方程：正數的特徵值與負數的特徵值的個數都大於一，且沒有一個特徵值為0的數。

### 混合形式方程
如果偏微分方程的系数不是一个常数，该偏微分方程可能不属于以上几种类别之一，而可能是混合形式方程。一个简单的例子为Euler–Tricomi方程：
{\displaystyle u_{xx}\,=xu_{yy}}
该方程称为椭圆双曲线方程。因为当{\displaystyle x<0}时是椭圆形式，当{\displaystyle x>0}时是双曲线形式。

## 解析法解偏微分方程
一些有效的解析法解偏微分方程方法：

### 分离变量法
通过分离变量法减少偏微分方程中的变量，将一个偏微分方程分解成若干个常微分方程。

### 特征线法
沿着一阶偏微分方程的特征线，偏微分方程简化为一个常微分方程。沿着特征线求出对应常微分方程的解就可以得到偏微分方程的解。

### 积分变换
利用积分法，将偏微分方程变换为可分离的偏微分方程，方便求解。一般为傅里叶变换分析。

### 变量变换
通过适当的变量变换，可以简化偏微分方程的求解。一个典型的例子为Black–Scholes方程：
{\displaystyle {\frac {\partial V}{\partial t}}+{\frac {1}{2}}\sigma ^{2}S^{2}{\frac {\partial ^{2}V}{\partial S^{2}}}+rS{\frac {\partial V}{\partial S}}-rV=0}
可以简化为热力方程：
{\displaystyle {\frac {\partial u}{\partial \tau }}={\frac {\partial ^{2}u}{\partial x^{2}}}}
通过如下变换：
{\displaystyle V(S,t)=Kv(x,\tau )\,}
{\displaystyle x=\ln(S/K)\,}
{\displaystyle \tau ={\frac {1}{2}}\sigma ^{2}(T-t)}
{\displaystyle v(x,\tau )=e^{-\alpha x-\beta \tau }u(x,\tau ).\,}

### 基本解
非齐次偏微分方程可通过寻找基本算子，然后通过带有初始条件的卷积来解答。
该法常用于信号处理中通过冲激响应来求解滤波器。

### 叠加原理
因为一个线性齐次偏微分方程解的重叠也可看做一个解，所以可以通过交叉重叠这些解得到偏微分方程的一个解。

## 数值法解偏微分方程
在众多求解偏微分方程的数值方法中，三种应用最广的方法为有限元素法（Finite Element Method, FEM）、有限体积法（Finite Volume Method, FVM）和有限差分法（Finite Difference Method, FDM）。其中，有限元法占主要地位，尤其是它的高效高阶版本—hp-FEM。其它版本的有限元法还有：广义有限元法（Generalized Finite Element Method, FFEM）、扩展有限元法（eXtended Finite Element Method, XFEM）、无网格有限元法（Meshfree Finite Element Method）、离散迦辽金有限元法（Discontinuous Galerkin Finite Element Method, DGFEM）等。

## 書目
- Courant, R. & Hilbert, D.,  II, New York: Wiley-Interscience, 1962, ISBN 9783527617241.
- Drábek, Pavel; Holubová, Gabriela.  Online. Berlin: de Gruyter. 2007. ISBN 9783110191240.
- Evans, L. C., , Providence: American Mathematical Society, 1998, ISBN 0-8218-0772-2.
- Ibragimov, Nail H., , Providence: CRC-Press, 1993, ISBN 0-8493-4488-3.
- John, F.,  4th, New York: Springer-Verlag, 1982, ISBN 0-387-90609-6.
- Jost, J., , New York: Springer-Verlag, 2002, ISBN 0-387-95428-7.
- Olver, P.J., , Cambridge Press, 1995.
- Petrovskii, I. G., , Philadelphia: W. B. Saunders Co., 1967.
- Pinchover, Y. & Rubinstein, J., , New York: Cambridge University Press, 2005, ISBN 0-521-84886-5.
- Polyanin, A. D., , Boca Raton: Chapman & Hall/CRC Press, 2002, ISBN 1-58488-299-9.
- Polyanin, A. D. & Zaitsev, V. F., , Boca Raton: Chapman & Hall/CRC Press, 2004, ISBN 1-58488-355-3.
- Polyanin, A. D.; Zaitsev, V. F. & Moussiaux, A., , London: Taylor & Francis, 2002, ISBN 0-415-27267-X.
- Roubíček, T.,  (PDF), International Series of Numerical Mathematics 153 2nd, Basel, Boston, Berlin: Birkhäuser, 2013  [2023-11-20], ISBN 978-3-0348-0512-4, MR 3014456, doi:10.1007/978-3-0348-0513-1, （原始内容存档 (PDF)于2023-03-26）
- Stephani, H., MacCallum, M. , 编, , Cambridge University Press, 1989.
- Wazwaz, Abdul-Majid. . Higher Education Press. 2009. ISBN 978-3-642-00251-9.
- Wazwaz, Abdul-Majid. . A.A. Balkema. 2002. ISBN 90-5809-369-7.
- Zwillinger, D.,  3rd, Boston: Academic Press, 1997, ISBN 0-12-784395-7.
- Gershenfeld, N.,  1st, New York: Cambridge University Press, New York, NY, USA, 1999, ISBN 0-521-57095-6.
- Krasil'shchik, I.S. & Vinogradov, A.M., Eds., , American Mathematical Society, Providence, Rhode Island, USA, 1999, ISBN 0-8218-0958-X.
- Krasil'shchik, I.S.; Lychagin, V.V. & Vinogradov, A.M., , Gordon and Breach Science Publishers, New York, London, Paris, Montreux, Tokyo, 1986, ISBN 2-88124-051-8.
- Vinogradov, A.M., , American Mathematical Society, Providence, Rhode Island, USA, 2001, ISBN 0-8218-2922-X.
- Gustafsson, Bertil. . Springer Series in Computational Mathematics 38. Springer. 2008. ISBN 978-3-540-74992-9. doi:10.1007/978-3-540-74993-6.